# معيار الأديان (كتاب)

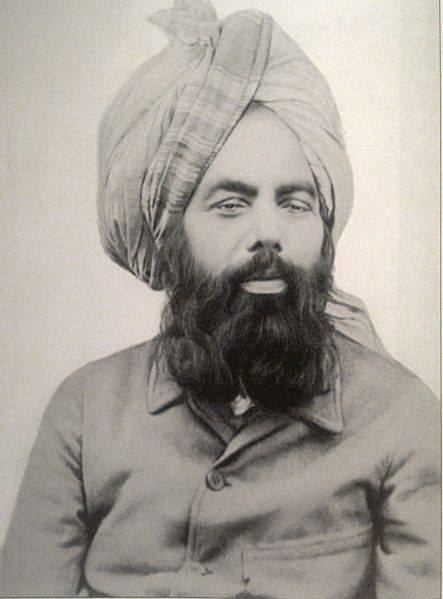
المؤلف: ميرزا غلام أحمد (1835-1908)

معيار الأديان أو معيار المذاهب هو كتاب نشره ميرزا غلام أحمد، مؤسس الجماعة الإسلامية الأحمدية، في عام 1895. صدرت الطبعة الإنجليزية في عام 2007، عن دار الإسلام العالمية للنشر.

## الوصف
كان أحمد يعتقد أن الإسلام هو الإيمان الحي وهو الإيمان الوحيد الذي يستطيع الإنسان من خلاله أن يتواصل مع خالقه ويدخل في شركة معه. يرى أحمد أن التعاليم في القرآن والشريعة تهدف إلى رفع الإنسان إلى الكمال الأخلاقي والعقلي والروحي.

ويقارن أحمد الإسلام بالأديان الأخرى فيكتب:
فهم الإسلام لله بسيط وواضح، ويتماشى مع الفطرة البشرية. حتى لو اختفت كتب الأديان الأخرى مع جميع تعاليمها ومفاهيمها، فإن الله، الذي يهدي إليه القرآن الكريم، سيظل منعكسًا بوضوح في مرآة قوانين الطبيعة، وستتجلى قدرته وحكمته في كل ذرة. (صفحة 30)